# كلود نيكولا
كلود نيكولا (بالفرنسية: Claude Nicolas)‏ هو منافس ألعاب قوى فرنسي، ولد في 21 سبتمبر 1941 في إكسينكورت في فرنسا.

## وصلات خارجية
- كلود نيكولا على موقع الاتحاد الدولي لألعاب القوى (الإنجليزية)
- كلود نيكولا على موقع الاتحاد الفرنسي لألعاب القوى (الفرنسية)
- كلود نيكولا على موقع اللجنة الأولمبية الدولية (الإنجليزية)
- كلود نيكولا على موقع أوليمبيديا (الإنجليزية)